# Zdeněk Uher
Zdeněk Uher (né le 27 février 1936 à Holoubkov en Tchécoslovaquie) est un ancien joueur professionnel de hockey sur glace qui évoluait au poste d'attaquant.

## Carrière

### Joueur
Uher a joué pendant 10 saisons dans le championnat de république tchèque de hockey sur glace, successivement avec le Skoda Plzen, le Dukla Jihlava puis le TJ Tesla Pardubice.

### Entraîneur
Il a ensuite embrassé une carrière d'entraîneur, d'abord avec le Tesla Pardubice dès 1964, puis de 1980 à 1984 et de 1992 à 1994. Il a également été formateur dans les clubs de HC Liberec et HC Zlín. Il aussi notamment été entraîneur-adjoint de Luděk Bukač pour l'équipe de République tchèque en 1995 et 1996 lors du championnat du monde remporté par les tchèques.